# Autonome Industriekolonie Kusbass
Die Autonome Industriekolonie Kusbass (AIK Kusbass; russisch Автономная индустриальная колония Кузбасс, АИК Кузбасс) gilt als Ursprung der heutigen Stadt Kemerowo und der Wirtschaft der Oblast Kemerowo im Kusnezbecken (Kusbass).
In den 1920er Jahren wurden ausländische Facharbeiter angeworben, um die angeschlagene russische Wirtschaft zu fördern und zu liberalisieren. Dies geschah im Rahmen der Neuen Ökonomischen Politik (NÖP) mit Billigung der Bolschewiki und Lenins als „Wirtschaftsexperiment“. Sie unterstand direkt dem Rat für Arbeit und Verteidigung in Moskau. Der entsprechende Vertrag wurde am 26. November 1921 unterzeichnet und die Genehmigung mit Billigung des Politbüros der KPR (B) erteilt.
Es arbeiteten 653 Ausländer aus über 30 Ländern in der AIK gemeinsam mit 5000 Einheimischen. Geleitet wurde die AIK vom holländischen Ingenieur Sebald Rutgers. Zu den Maßnahmen gehörten der Ausbau und die Elektrifizierung der Kohlengruben, die Errichtung einer Kokerei und der Aufbau von Infrastruktur (Wohnsiedlung, eigene Farm). Bis zu ihrer Schließung (Ende der NÖP, stattdessen Einführung einer Zentralverwaltung durch Stalin) war die Kolonie ein wirtschaftlich erfolgreiches Experiment, dann aber politisch nicht mehr opportun. Am 1. Januar 1927 wurde die Kolonie geschlossen. Die AIK gilt als Vorläufer des heutigen Konzerns Kusbassugol.